# Tony Bennett Celebrates 90
Tony Bennett Celebrates 90 è un album dal vivo del cantante statunitense Tony Bennett, pubblicato nel 2016. Il disco vanta numerose collaborazioni.

## Tracce
1. The Lady Is a Tramp – 3:26 (testo: Lorenz Hart – musica: Richard Rodgers) – Lady Gaga
2. The Good Life – 3:19 (testo: Jack Reardon – musica: Sacha Distel) – Michael Bublé
3. Ave María – 5:21 (testo: Franz Schubert, Phillip Keveren – musica: Schubert, Keveren) – Andrea Bocelli
4. The Very Thought of You / If I Ruled the World – 4:10 (testo: Ray Noble, Leslie Bricusse, Cyril Ornadel – musica: Noble, Bricusse, Ornadel) – Kevin Spacey
5. I've Got the World on a String – 3:31 (testo: Ted Koehler – musica: Harold Arlen) – Diana Krall
6. New York State of Mind – 6:40 (testo: Billy Joel – musica: Joel) – Tony Bennett & Joel
7. I Can't Give You Anything but Love – 6:20 (testo: Dorothy Fields – musica: Jimmy McHugh) – Rufus Wainwright
8. A Kiss to Build a Dream On – 3:37 (testo: Oscar Hammerstein II, Harry Ruby, Bert Kalmar – musica: Hammerstein, Ruby, Kalmar) – k.d. lang
9. Visions – 4:22 (testo: Stevie Wonder – musica: Wonder) – Wonder
10. La Vie en rose – 3:53 (testo: Édith Piaf, Mack David, Louiguy – musica: Piaf, David, Louiguy) – Lady Gaga
11. Can You Feel the Love Tonight – 4:01 (testo: Tim Rice – musica: Elton John) – John
12. Autumn Leaves – 3:04 (testo: Johnny Mercer – musica: Joseph Kosma) – Leslie Odom Jr.
13. Who Cares? – 3:00 (testo: Ira Gershwin – musica: George Gershwin) – Bennett
14. The Best Is Yet to Come – 2:43 (testo: Carolyn Leigh – musica: Cy Coleman) – Bennett
15. I Left My Heart in San Francisco – 2:20 (testo: Douglas Cross – musica: George C. Cory Jr.) – Bennett
16. I Got Rhythm – 2:24 (testo: I. Gershwin – musica: G. Gershwin) – Bennett
17. How Do You Keep the Music Playing? – 4:27 (testo: Alan Bergman, Marilyn Bergman – musica: Michel Legrand) – Bennett
18. Happy Birthday – 3:13 (testo: Wonder – musica: Wonder) – Wonder